# Livro de Durrow

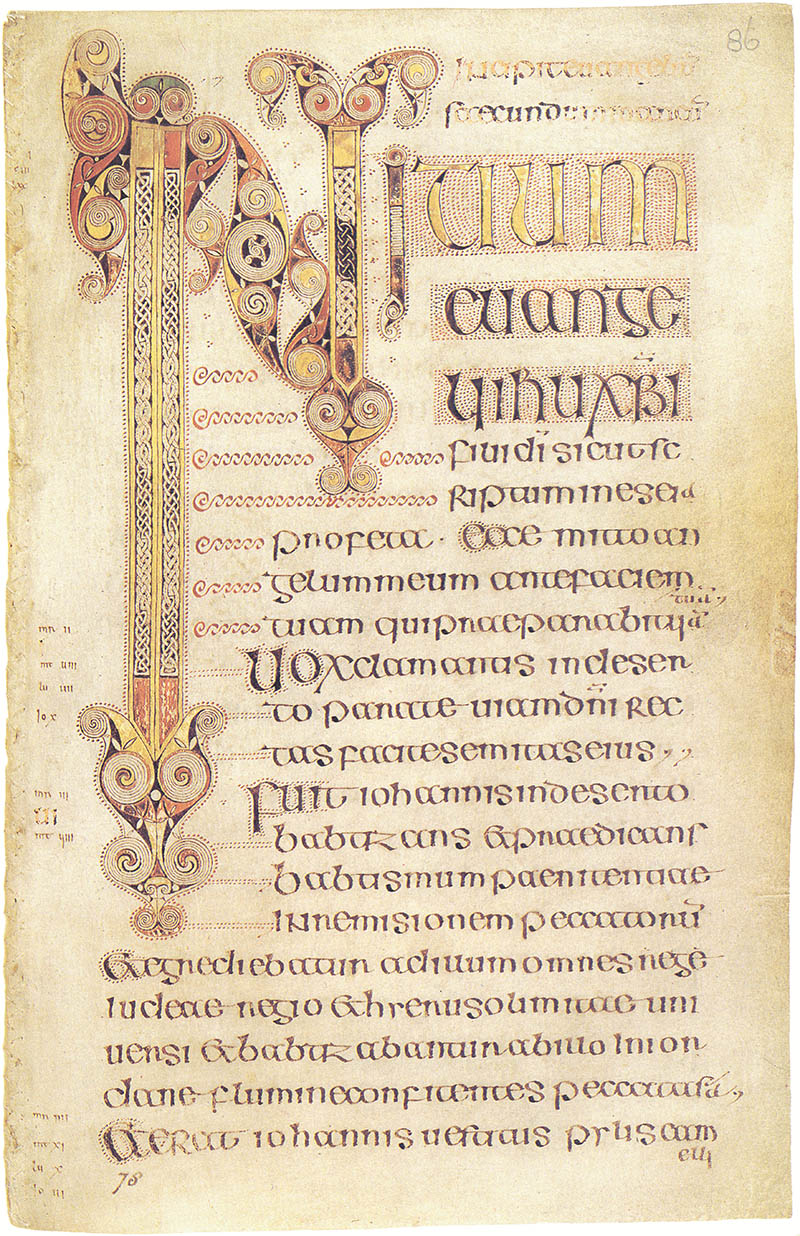
Imagem de uma das páginas do livro de Durrow, atualmente em Trinity College, em Dublin, Irlanda.

O Livro de Durrow (em inglês: Book of Durrow) é um manuscrito com iluminuras feito provavelmente em Nortúmbria (norte de Inglaterra) por volta do ano 680.